# گوشه‌گیر گلوتیره
گوشه‌گیر گلوتیره (نام علمی: Phaethornis squalidus) نام یک گونه از سرده گوشه‌گیرمرغ‌ها است.